# Varšavské gay hnutí

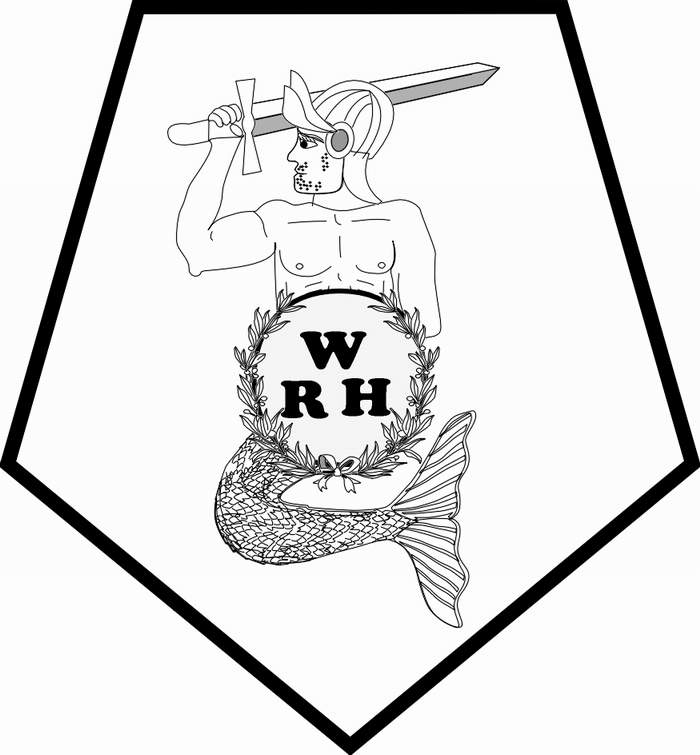
Symbol varšavského gay hnutí (1987)

Varšavské gay hnutí (polsky Warszawski Ruch Homoseksualny, zkráceně WRH) byla jedna z prvních otevřeně gay a lesbických polských organizací, která působila v hlavním městě Varšavě v letech 1987-1988.
Varšavské gay hnutí zahájilo svoji činnost v roce 1987 se zaměřením se pouze na homosexuální muže. Zakladateli byla skupina aktivistů vedená Waldemarem Zboralskim, Słavomirem Starostou a Krzysztofem Garwatowskim. Lesbické ženy se však ke skupině začaly připojovat ihned v prvním měsíci její aktivity.
Podnětem k založení WRH byla kontrareakce polských gayů na operaci Hyacinth, což byl antigay program zahájený tehdejší komunistickou policií v listopadu 1985.
Prvními aktivitami WRH byla prevence HIV/AIDS a testování homosexuálních mužů na přítomnost viru. Reakce polských masmédií na existenci Varšavského gay hnutí byla celkem pozitivní. Aktivisté z WRH měli možnost se prezentovat ve zdejším týdeníku, v rozhlase i televizi. Na straně gayů a leseb byli tehdy i polští novináři, kteří jim dokonce ani neváhali svoji podporu vyjádřit veřejně.
O Varšavském gay hnutí se zmiňovala i Svobodná Evropa. Analytik Svobodné Evropy Jiří Pehe nazval "Varšavské homosexuální hnutí" ve svých prohlášeních publikovaných v letech 1988 a 1989 politicky aktivním nezávislým hnutím Polské lidové republiky.
V březnu 1988 podala skupina 15 aktivistů varšavské radnici žádost o registraci svého hnutí podle zákona o asociacích. Polská vláda toto odmítla z důvodu intervence generála Czesława Kiszczaka, ministra vnitra, který byl tou dobou pod tlakem Katolické církve. Ta prohlášila, že existence takové organizace je proti zásadám veřejné morálky. Skupina pokračovala ve svých aktivitách v r. 1988 a v r. 1990 po pádu komunismu se přeměnila v novou organizaci s názvem "Stowarzyszenie Grup Lambda" (Česky: Asociace lambda skupin), což už byla LGBT organizace s mnohem rozsáhlejšími cíli.